# Universiteit van Agder
De Universiteit van Agder (Noors: Universitet i Agder) is een jonge universiteit in Noorwegen, die gevestigd is in Kristiansand  en in Grimstad in de provincie Agder. De huidige universiteit werd in 1994 gesticht als hogeschool. Tot 2010 was er ook een vestiging in Arendal.